# José Terceiro de Sousa
Dom José Terceiro de Sousa (Boa Viagem, 7 de julho de 1908 — Fortaleza, 14 de julho de 1983) foi um bispo brasileiro da Igreja Católica Romana. Foi bispo diocesano de Caetité entre 1948 e 1955; bispo-auxiliar de Salvador entre 1955 e 1975; e bispo diocesano de Penedo de 1957 a 1976.

## Biografia

### Juventude
O filho primogênito de Alfredo Terceiro de Sousa e Maria Clotildes de Sousa Camelo, nasceu em Pitombeiras, distrito do município cearense de Boa Viagem. Foi batizado em 11 de outubro do mesmo ano em que nasceu, na capela de Jerusalém, pelo padre José Cândido de Queirós Lima, vigário do município, o qual teria grande influência em sua vida.
Em 1915, devido à severa estiagem que atingiu a região, a Alfredo Terceiro abandonou suas terras em Boa Viagem e levou sua família para Santa Quitéria, sua terra natal, retornando no ano seguinte. Em 1918, observando a necessidade dos filhos se educarem, mudou-se para o núcleo urbano, residindo no bairro Vila Holanda. Nessa época, José passou a participar mais assiduamente das atividades da igreja.
No começo da década de 1920, passou a estudar em Morada Nova, com seu parente, vigário e prefeito daquele município, o cônego Nelson Terceiro de Farias. Concluídos seus estudos preparatórios, em 1923, foi encaminhado ao Seminário Episcopal do Ceará, em Fortaleza, no intuito de receber a sua formação eclesiástica. Sua permanência lá, entretanto, era mantida com dificuldade por sua família, pois, naquela época, dinheiro era algo escasso no sertão nordestino, pois quase todas as transações eram realizadas a base da troca de produtos in natura. A situação agravou-se com a morte prematura de seu pai, aos quarenta anos, vítima de sarampo, em 16 de janeiro de 1924, com um ano e seis meses de curso. Como era o primogênito, considerou abandonar os estudos para assumir o sustento de sua família, mas foi convencido a continuar no seminário por seus colegas, que concordaram em ajudá-lo a pagar as mensalidades. Também foi amparado por seu protetor, monsenhor José Cândido.

### Vicariato
Finalmente, apesar das dificuldades, conseguiu concluir seus estudos e, em 30 de novembro de 1933, foi ordenado sacerdote pelo arcebispo D. Manuel da Silva Gomes, ocasião em que também foi ordenado, entre outros, D. Expedito Eduardo de Oliveira, que seria o primeiro bispo da Diocese de Patos, na Paraíba, de cuja sagração episcopal D. José seria co-consagrante. Cantou sua primeira missa em 1 de dezembro seguinte, na capela do Asilo de Alienados São Vicente de Paulo, em Fortaleza. Nomeado vigário auxiliar da paróquia de Boa Viagem, retornou à terra natal, sendo muito bem recebido por seus conterrâneos.
Alguns meses depois de sua chegada ocorre um fato que deixa em intensa tristeza toda a sociedade boa-viagense, monsenhor José Cândido de Queirós Lima, em avançada idade, fica profundamente enfermo. Depois de alguns dias, percebendo o avançado estado de debilitação do doente, e contando com o auxilio do padre João Epifânio de Freitas Guimarães, ex-vigário da freguesia de Pedra Branca, concedeu o último sacramento e o santo viático ao combalido enfermo. O monsenhor faleceu em 12 de outubro de 1934.
Transferindo-se o pároco Francisco José de Oliveira para Quixeramobim, José Terceiro tomou posse da freguesia em 5 de janeiro de 1935. Todavia, em dezembro do mesmo ano, a Arquidiocese de Fortaleza realizou uma permuta de padres entre a paróquia de São Francisco de Paula, em Aratuba, na região norte do estado, e a paróquia de Nossa Senhora da Boa Viagem, no sertão central. Assim, deixou sua paróquia querida aos cuidados do padre Francisco de Assis de Castro Monteiro e seguiu para Aratuba.
Em 1938, com a instalação da diocese de Limoeiro do Norte, as freguesias sob sua jurisdição ficaram sujeitas a mudanças. Tão logo assumiu a diocese, o bispo Dom Aureliano de Matos nomeou José para a paróquia de Santos Cosme e Damião, na freguesia de Pereiro, na região do Vale do Jaguaribe. Suas atividades pastorais naquele município se estendiam também a paróquia de São Miguel Arcanjo, em São Miguel, município do oeste do estado do Rio Grande do Norte.
Em 1943, foi novamente transferido, desta vez para a paróquia de Nossa Senhora do Rosário, em Russas, no baixo Jaguaribe. Ali enfrentaria uma série de problemas e conflitos com o Dr. Júlio Maciel, juiz de direito da comarca, relacionados à fundação de um centro espírita na sede do município, em janeiro de 1948, fato que foi amplamente divulgado pela imprensa estadual. O vigário chegou ao ponto de reunir um grupo de pessoas de sua comunidade para irem à residência do juiz no intuito de apedrejarem a casa aonde seriam feitas as reuniões kardecistas. Não satisfeito, o padre José Terceiro se dirigiu à rádio paroquial e falou insidiosas injúrias contra os perseguidos, fazendo-se necessário a intervenção das autoridades locais em favor dos espíritas e a irradiadora paroquial foi apreendida. A interdição, porém, foi de curta duração e, logo de posse de sua irradiadora, o vigário retornou a dirigir insultos à comunidade espírita da cidade. Arrefecidos os ânimos, o padre passou a motivar aos agricultores da região ao cooperativismo, a investir esforços na construção da casa paroquial, do Colégio Diocesano Padre Anchieta e do Seminário Diocesano Cura d'Ars.

### Episcopado
Seu intenso desempenho como vigário em defesa dos interesses da Igreja de Roma se fez notar dentro do Vaticano e, em 19 de fevereiro de 1948, por decisão do papa Pio XII, foi designado sucessor de D. Juvêncio de Brito na diocese de Caetité, a 757 km de Salvador, capital do estado da Bahia. Foi sagrado bispo na matriz de Nossa Senhora do Rosário, em 20 de junho de 1948, por Dom Aureliano de Matos, bispo de Limoeiro do Norte, escolhendo como dístico de seu brasão o texto em latim do Evangelho segundo São Lucas capitulo 5:5, “Laxabo Retes”, “lançarei as redes”. Estiveram presentes na cerimônia, além dos bispos sagrantes, o governador Faustino de Albuquerque e Sousa, o senador Virgílio de Morais Fernandes Távora, o general Otávio da Silva Paranhos e uma representação da Assembleia Legislativa integrada pelos deputados Manuel de Castro Filho, Franklin Gondim Chaves e Raimundo Aristides Ribeiro.
Tomou posse da diocese seis dias depois. Em seu episcopado, destaca-se o empreendimento de inúmeras reformas nos templos de várias paróquias, na catedral diocesana de Santa Ana, bem como a construção de novos templos, centros pastorais, capelas no interior e casas paroquiais, o que, de acordo com a imprensa da época, proporcionou um aumento da participação dos fiéis.
Depois de sete anos na diocese de Caetité, foi transferido para a Arquidiocese de São Salvador da Bahia como bispo-auxiliar do arcebispo Dom Augusto Álvaro da Silva, em 9 de dezembro de 1955. Prestou serviços nas Basílicas de Nosso Senhor do Bonfim, Nossa Senhora da Conceição da Praia, São Sebastião e na Catedral da Sé até ser transferido, em 9 de novembro de 1957, para a província eclesiástica de Alagoas. Em 19 de março de 1958, assumiu a diocese de Penedo, sufragânea da arquidiocese de Maceió, substituindo Dom Felício César da Cunha Vasconcelos. Aí esteve por quase dezenove anos, até que, em 18 de maio de 1976, aos 68 anos de idade, resignou-se do cargo e fixou residência na capital cearense.

### Últimos anos e falecimento
Em Fortaleza fixou residência na paróquia de Nossa Senhora de Fátima, exercia a capelania do Colégio das Doroteias e ajudava aos bispos da Arquidiocese nas visitas pastorais, até que, em 16 de abril de 1983, uma notícia fúnebre causou-lhe enorme sofrimento abalando de vez a sua frágil saúde. O pistoleiro Idelfonso Maia da Cunha, conhecido por Mainha, havia assassinado quatro pessoas no Posto Universal, localizado na BR-116, nas proximidades do município de Alto Santo, entre as vítimas estavam seu irmão, João Terceiro de Sousa, ex-prefeito de Pereiro, e a sua cunhada, Raimunda Nilda Santos.
Após esse episódio, a saúde do bispo-emérito ficou seriamente abalada até que, na manhã de 14 de julho de 1983, aos 75 anos, percebendo um forte sangramento pelo nariz, foi socorrido e encaminhado ao Hospital Cura d'Ars mas, pouco tempo depois, às dez horas e vinte minutos, seu corpo expirava.
Depois de todos os procedimentos médicos o seu cadáver foi imediatamente transladado para a Catedral Metropolitana de Fortaleza, onde foi velado por uma multidão de amigos. A missa de corpo presente foi celebrada por Dom Manuel Edmilson da Cruz e mais quarenta padres. O corpo do bispo-emérito foi sepultado ali mesmo, na Capela do Ressuscitado.